# Charles Bartliff
Charles Bartliff (né le 18 août 1886 et mort le 15 mars 1962) est un joueur de soccer américain qui évoluait au poste d'attaquant.
Avec les États-Unis, il est médaillé d'argent lors des Jeux olympiques de 1904 organisés à Saint-Louis.